# Vojmír Věchet
Vojmír Věchet a. s. war ein Hersteller von Automobilen aus Österreich-Ungarn.

## Unternehmensgeschichte
Vojmír Věchet hatte bei Laurin & Klement Erfahrungen im Fahrzeugbau gesammelt. Er stellte zwischen 1906 und 1908 für den eigenen Bedarf ein Motorrad mit Seitenwagen her. 1910 gründete er das Unternehmen in Nymburk. 1911 begann die Produktion von Automobilen. Der Markenname lautete Věchet. 1912 oder 1913 endete die Produktion. Das Nachfolgeunternehmen Vojmir & Flos stellte Stationärmotoren her.

## Fahrzeuge
Das erste Modell war der DC 10/12 PS. Für den Antrieb sorgte ein Zweizylindermotor mit SV-Ventilsteuerung und 1108 cm³ Hubraum. Die Torpedo-Karosserie bot Platz für drei Personen. Der Neupreis betrug 5000 Kronen.
1912 folgte das größere Modell FF 20/24 PS. Ein Vierzylindermotor mit 2108 cm³ Hubraum kam zum Einsatz. Die Doppelphaeton-Karosserie bot Platz für vier bis sechs Personen. Der Neupreis lag bei 9000 Kronen.